# Американскій русскій вѣстник
Американскій Русскій Вѣстникъ — газета, що видавалася «Соединеніем греко-кафтолическихъ русскихъ братствъ», організацією закарпатських (русинських) емігрантів до США, у 1892—1952 роках.
Газета видавалася в штаті Пенсильванія, де був осідок «Соединенія». Засновником і першим редактором газети був Павло Жаткович (1892—1914). Після нього головними редакторами газети були Михайло Ганчин (1914—1920), Юрій Тегзе (1920—1929), отець Стефан Варзалі (1929—1936) та Михайло Роман (1936—1952).
Газету видавали кирилицею та латиницею. Виходила щовівторка, від 1894 року — щочетверга. 1952 року її реорганізували на «Вєстнік греко-католіческого соєдінєнія» («Greek Catholic Union Messenger»), який публікувався до 1992 року.